# Готорн-Вудс (Іллінойс)
Готорн-Вудс (англ. Hawthorn Woods) — селище (англ. village) в США, в окрузі Лейк штату Іллінойс. Населення — 9062 особи (2020).

## Географія
Готорн-Вудс розташований за координатами 42°14′39″ пн. ш. 88°3′57″ зх. д. / 42.24417° пн. ш. 88.06583° зх. д. (42.244067, -88.065695).  За даними Бюро перепису населення США в 2010 році селище мало площу 20,52 км², з яких 19,96 км² — суходіл та 0,56 км² — водойми.

## Демографія
Згідно з переписом 2010 року, у селищі мешкали 7663 особи в 2469 домогосподарствах у складі 2246 родин. Густота населення становила 373 особи/км².  Було 2571 помешкання (125/км²).
Расовий склад населення:
| - 89,4 % — білих - 6,7 % — азіатів - 1,4 % — чорних або афроамериканців - 0,1 % — корінних американців |

До двох чи більше рас належало 1,8 %. Частка іспаномовних становила 3,8 % від усіх жителів.
За віковим діапазоном населення розподілялося таким чином: 29,0 % — особи молодші 18 років, 62,8 % — особи у віці 18—64 років, 8,2 % — особи у віці 65 років та старші. Медіана віку мешканця становила 42,6 року. На 100 осіб жіночої статі у селищі припадало 100,4 чоловіків;  на 100 жінок у віці від 18 років та старших — 99,7 чоловіків також старших 18 років.
Середній дохід на одне домашнє господарство  становив 203 192 долари США (медіана — 152 781), а середній дохід на одну сім'ю — 210 953 долари (медіана — 155 192). Медіана доходів становила 122 141 долар для чоловіків та 82 346 доларів для жінок. За межею бідності перебувало 3,1 % осіб, у тому числі 4,4 % дітей у віці до 18 років та 0,0 % осіб у віці 65 років та старших.
Цивільне працевлаштоване населення становило 3835 осіб. Основні галузі зайнятості: освіта, охорона здоров'я та соціальна допомога — 18,4 %, виробництво — 18,2 %, фінанси, страхування та нерухомість — 12,8 %, роздрібна торгівля — 11,3 %.